# Méthodes en pédagogie active

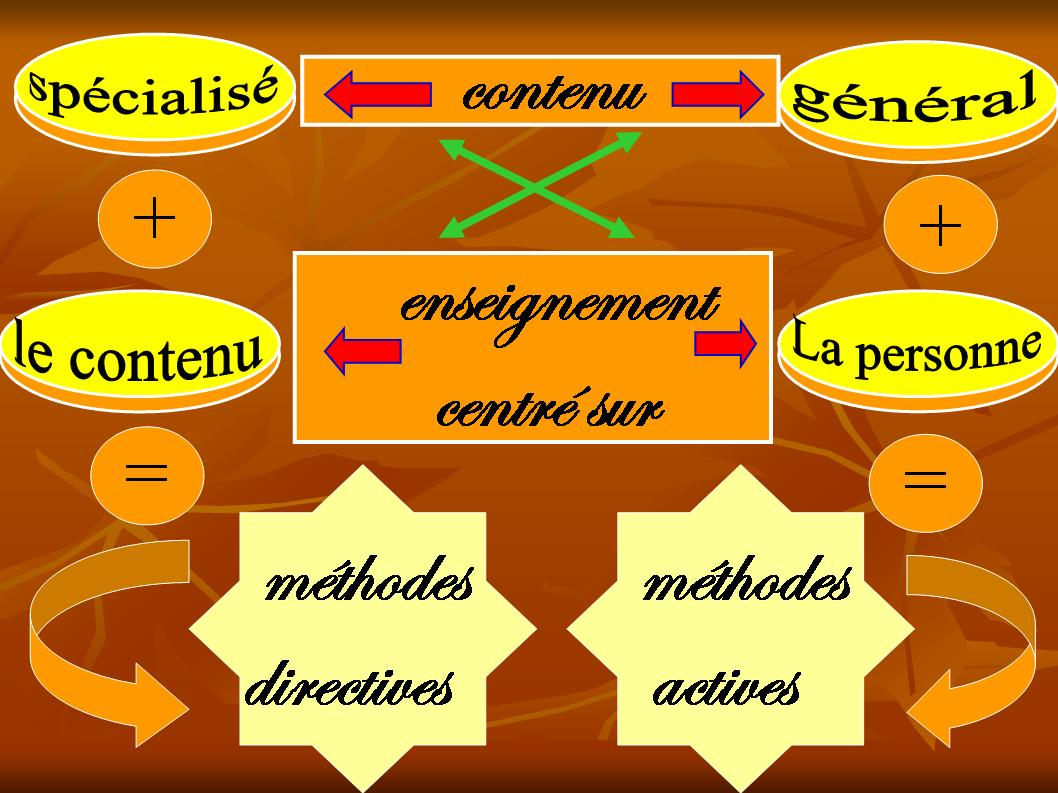
Diagramme des méthodes

## Présentation générale
- Si vous ne connaissez pas le sujet, laissez ce bandeau (vous pouvez alors contacter les auteurs).
- Si vous supprimez le contenu mis en cause (vous pouvez préalablement contacter les auteurs),

argumentez précisément cette suppression dans la page de discussion
(un manque de référence n'est pas un argument ; une recherche réelle de référence doit avoir été effectuée, être formellement documentée).
Définition générale [réf. nécessaire]
C'est un ensemble de méthodes qui relèvent de ce qu’on[Qui ?] appelle « l'apprentissage expérientiel » ou constat de performance qui signifie « apprendre en faisant ». La tâche du formateur consiste à impliquer les participants dans des situations tirées de la réalité - calquées sur elle le plus possible - pour qu'ils puissent appliquer leurs compétences et les faire évoluer au cours de la formation.
Les moyens utilisés sont nombreux et doivent toujours être adaptés au processus de formation. Parmi les plus importants, on peut citer : les exercices multiples et les études de cas, les jeux de simulation et les jeux de rôles, les supports informatiques et audio-visuels (tutoriels, didacticiels interactifs, CD, CD-ROM, DVD-ROM, simulateurs, cas vidéo... ou dans un autre domaine, les méthodes interactives qui nécessitent une participation active de l'apprenant (méthode socratique ou maïeutique par exemple).
Ces moyens doivent être adaptés aux différents types de publics : classes maternelles et enfants, adolescents, formations pour adultes. S'il existe des règles communes (portant surtout sur le contenu de l'enseignement), la mise en œuvre d'une action de formation dépend du public (âge moyen, niveau de formation, motivation...) et des objectifs à atteindre (formation générale, savoir-faire, préparation à un examen...) Ce sont ces deux paramètres - les objectifs et les contenus - qui conditionnent les méthodes d'enseignement. 
Bien que la Pédagogie active repose sur des méthodes et une approche relationnelle de la transmission de connaissances, elle est de plus en plus liée aux évolutions techniques. Les écoles et les centres de formation sont de mieux en mieux équipés en moyens informatiques qui interfèrent dans la pédagogie, donnent à l'enseignant à la fois plus de liberté dans l'acte de transmission et génèrent des contraintes inhérentes à toute technique. Les programmes pédagogiques développés à partir de ce qu'on appelle l'EAO (l'enseignement assisté par ordinateur) offrent de jour en jour de nouvelles possibilités reposant sur l'évolution des langages utilisés pour programmer les applications pédagogiques et la mise au point de méta-langages plus faciles à utiliser. Cette évolution signifie qu'à terme - et c'est déjà le cas pour les cours d'enseignement programmé - l'acquisition de savoirs pourra se faire aussi bien dans un centre, une école, qu'à distance à travers des réseaux spécialisés ou internet ou à travers des systèmes de communication actuellement embryonnaires de CAR (communication assistée en réseaux) avec un environnement pédagogique intégré (tableaux interactifs, gestionnaires de cours et de suivi, exercices d'autocontrôle, webcam...)

C'est en fait tout l'avenir et l'évolution des Technologies de l'information et de la communication pour l'éducation qui est posé ainsi, de son impact sur les méthodes pédagogiques et le positionnement des enseignants à son égard.
Observations et règles de base

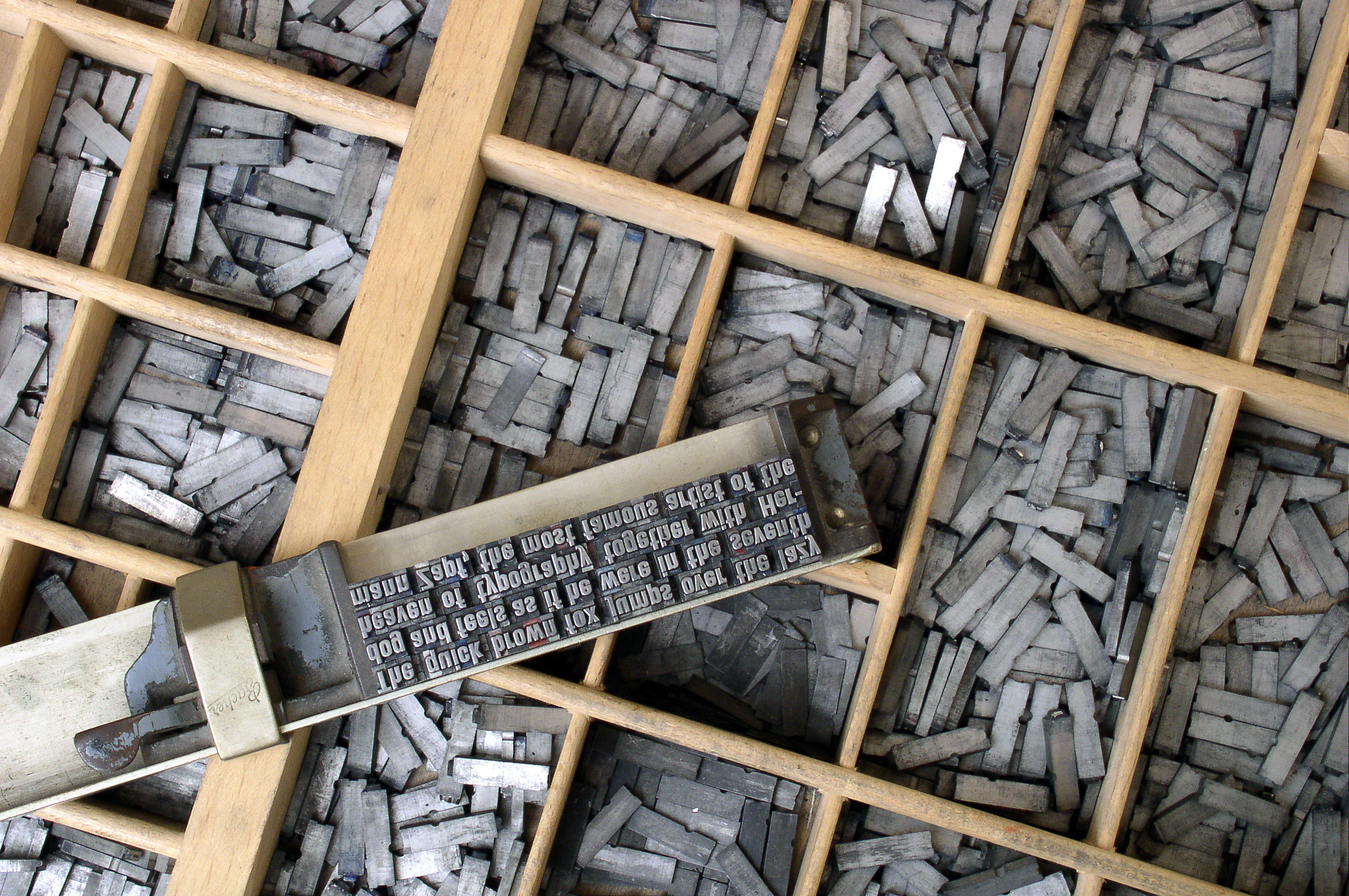
Caractères pour journal de classe (méthode Freinet)

La pédagogie Freinet est une des plus connues et des plus utilisées. Basée sur l'expression libre des enfants avec des textes, des dessins, réalisation d'un journal de classe... recherche la meilleure implication possible des participants. Si elle est toujours très utilisée - avec le plus souvent quelques variantes, elle ne cesse d'évoluer comme le voulait son initiateur Célestin Freinet. D'autres ont pris la relève comme Ferrière, Claparède, Ovide Decroly, Roger Cousinet, etc.).
- Les actions en classe de maternelle : apprentissage par la reproduction et le passage au concret

De l'enseignement à l'éducation
Deux paramètres essentiels vont interagir pour déterminer le type d'enseignement et par la suite le type de méthodes utilisées : le contenu qui peut aller du plus général au plus pointu selon les types de formation (initiation à l'informatique ou formation de programmeurs par exemple) et la pédagogie axée plutôt sur les contenus (formations scientifiques) ou plutôt sur les personnes (sciences humaines). 
D'une façon générale, on peut constater que : 
- Plus une formation est orientée sur les contenus et plus ces contenus sont spécialisés : plus on aura tendance à utiliser des méthodes directives (méthodes traditionnelles appelées encore méthodes didactiques)
- Plus une formation est orientée sur les personnes et plus les contenus sont généraux : plus on aura tendance à utiliser des méthodes actives à base d'implication de l'apprenant[1].

On peut en tirer qu'une formation centrée sur le contenu sera plutôt qualifiée « d'enseignement » et que par contre une formation centrée sur les personnes sera plutôt qualifiée  « d'éducation ».

## Les fondements de la pédagogie

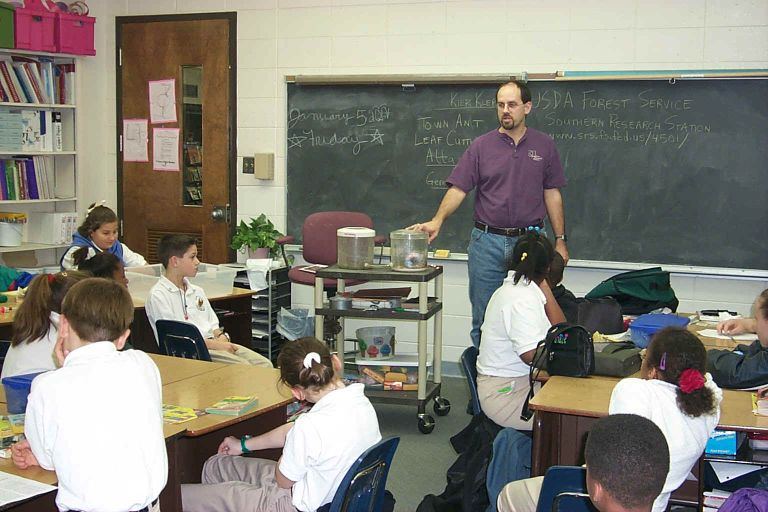
Classe en sous-groupes

Le terme paidagôgia, qui apparaît à la fin du XVe siècle, concerne étymologiquement (pedo vient du grec pais ou paidos, « jeune garçon ») l'éducation des enfants. Ce n'est que plus tard, surtout au XIXe siècle quand on s'est intéressé à la façon d'enseigner, de transmettre des connaissances, que ce terme a désigné les méthodes d'enseignement.
Cette évolution s'explique d'abord par les progrès de la psychologie, d'abord celle destinée aux enfants puis aux adultes avec Théodule Ribot et Alfred Binet, les progrès de la linguistique (science du langage) et ses différents développements, en particulier vers la sémiologie qui ont permis de se poser la question fondamentale : qu'est-ce que recouvre pour un enseignant l'acte de transmettre ?
Poser une telle question, c'est admettre que le maître n'a pas forcément la science infuse, qui se traduit par une remise en cause essentielle du rôle de l'enseignant et du contenu des programmes dominés pendant très longtemps par l'enseignement traditionnel et la scolastique. C'est reconnaître aussi qu'il se crée entre le maître et l'élève une interaction qui est d'autant plus riche et gratifiante qu'elle permet une meilleure compréhension, une meilleure assimilation du contenu. Cette question permet de poser la pédagogie en termes de communication, remettre en cause la relation traditionnelle d'autorité entre celui qui enseigne, qui possède la connaissance et celui qui reçoit passivement cet enseignement. Ainsi l'on passe de la passivité à l'interactivité.
L'évolution de la pédagogie est due à la conjonction de trois facteurs principaux qui ont chacun marqué leur siècle : 

- la diffusion du savoir au XVIIIe siècle par le travail considérable fait par les encyclopédistes, surtout Diderot et D'Alembert, de conception et de diffusion de cette œuvre monumentale appelée à lentement être vulgarisée ;
- la gratuité de l'instruction publique primaire qui, sous l'impulsion de Jules Ferry, va marquer la fin du XIXe siècle. À cette occasion, un premier niveau de culture, savoir lire et écrire, va pouvoir se répandre peu à peu dans toute la Nation, jusqu'au plus profond des campagnes françaises ;
- la démocratisation de l'enseignement au XXe siècle après la Seconde Guerre mondiale où la population la moins favorisée va avoir accès à l'enseignement secondaire et même supérieur puisqu'elle va aussi progressivement investir les universités.

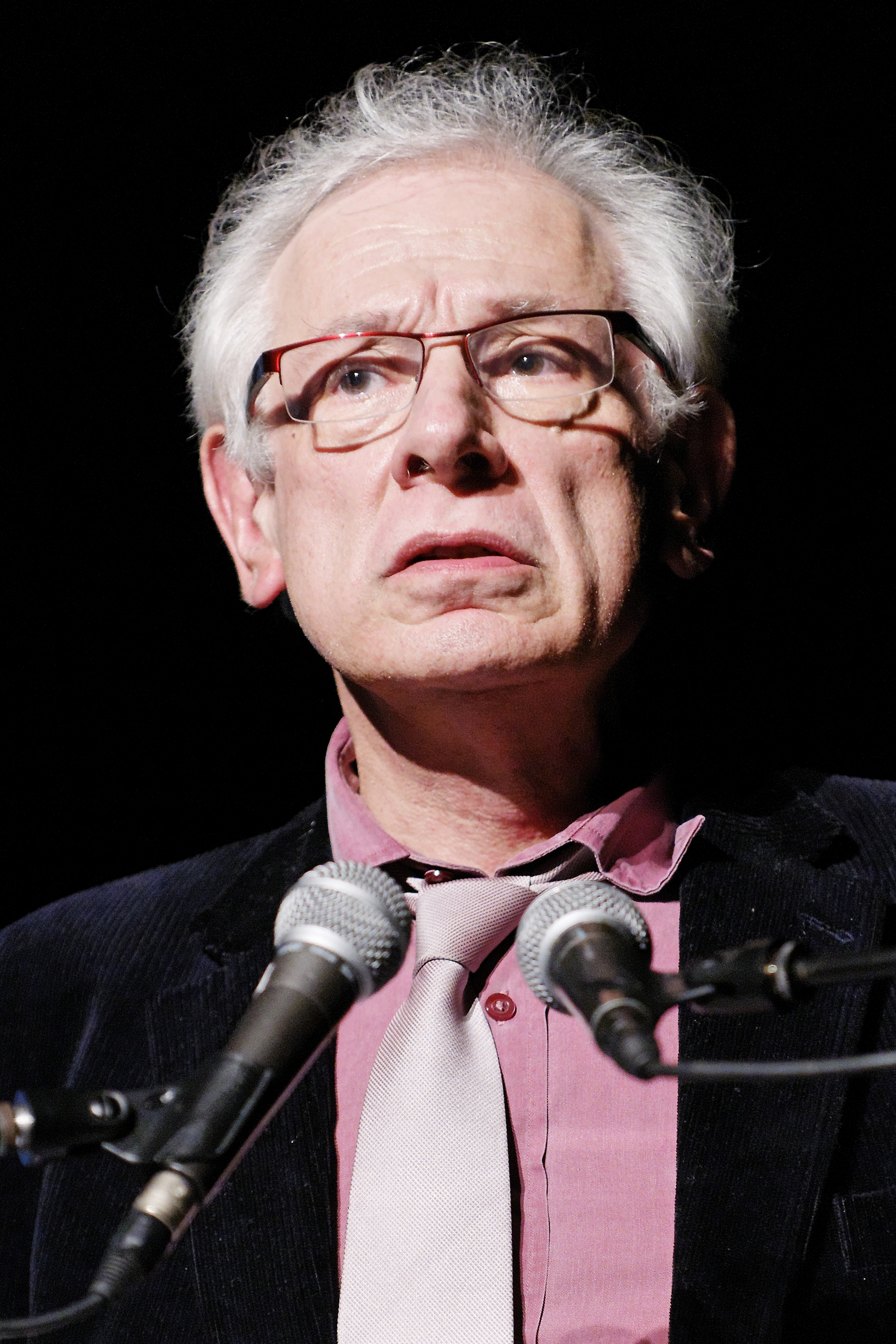
Philippe Meirieu.

L'impact de ces modifications qui touchent en profondeur l'institution enseignante est considérable. Il est en effet impensable d'utiliser les mêmes modèles et les mêmes méthodes d'enseignement pour former une élite intellectuelle et scientifique avec La Sorbonne ou Polytechnique comme références ou pour diffuser un enseignement de masse qui touche presque toutes les couches sociales. Comme le fait remarquer Philippe Meirieu, il existe un décalage entre la nécessaire acquisition de savoirs de la part des élèves et la prise en compte de ses centres d'intérêt indispensable à la motivation, « seuls les savoirs scolaires faisant sens pour l'élève pourront être assimilés durablement. » La difficulté de l'enseignant réside dans le fait de concilier, de trouver un lien entre ces deux objectifs, de stimuler l'intérêt de l'élève tout en l'amenant aussi à prendre goût à ce qui a priori ne l'intéresse pas forcément.
Le contenu de l'enseignement est aussi objet de polémiques et de recherches. Certains chercheurs pédagogues ou sociologues comme Edgar Morin prônent un retour à l'idée des encyclopédistes de donner une vision universelle des connaissances humaines et de défractionner les disciplines enseignées qui s'émiettent de plus en plus avec l'apport de nouvelles technologies en particulier. Edger Morin propose « une approche transdisciplinaire... pour saisir les problèmes dans leur globalité, [...] rassembler des savoirs dispersés dans chaque discipline, expliquer le mode de production des savoirs » sans nier les incertitudes, « les erreurs et les illusions. ».

## Concept de pédagogie active
« Ce n'est pas le savoir qu'il s'agit d'inculquer, c'est la personne qui doit arriver à son propre épanouissement. Le point de départ de la pédagogie ne doit pas être de civiliser, mais de former des personnes libres, des caractères souverains. »

— Max Stirner (1806-1856) L'Unique et sa propriété.

« L'acquisition de la connaissance et de la compétence ne réside pas dans le fait de savoir, mais dans l'habilité d'utiliser le savoir et dans la capacité de transformer les connaissances en comportements. »

— (Brent Ruben - 1999)
En cette matière, la notion de compétence est fondamentale : elle repose sur une performance mesurable, pouvant être évaluée de façon objective et fiable, avec des connaissances sous jacentes maîtrisées. Elle s'exprime à travers des actions, à l'intérieur d'un périmètre défini (profession, communauté...) et confortée par des standards ou critères de performance.
À partir des travaux de Jean Piaget et de John Dewey, Kurt Lewin définit la formation en quatre étapes :

1. Expérience concrète
2. Observation et réflexions
3. Formation des concepts abstraits
4. Test des concepts

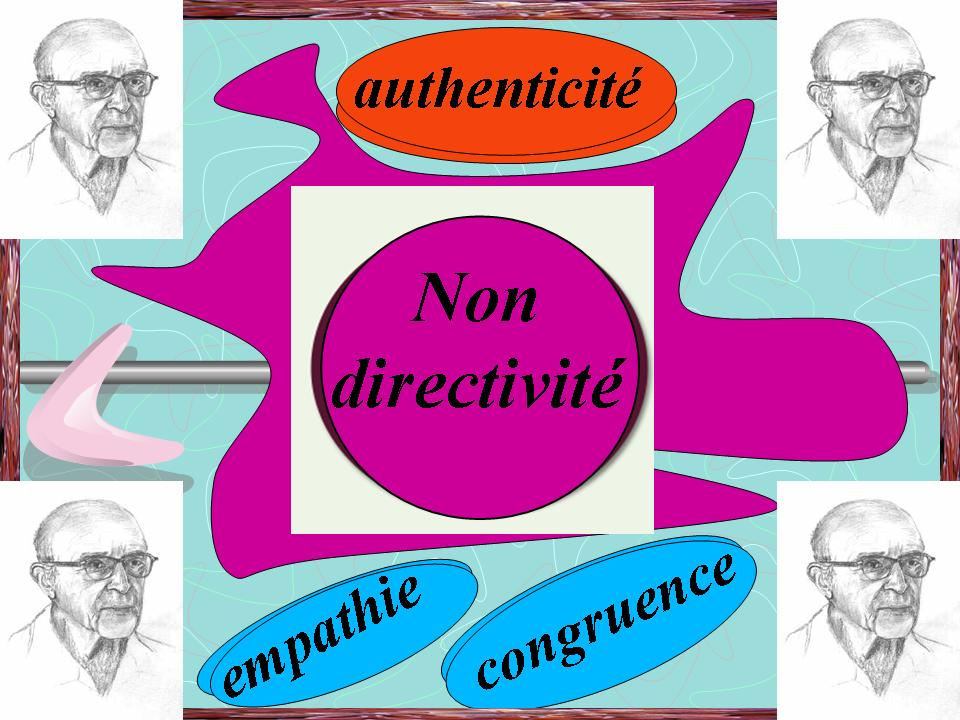
La non directivité.

David A. Kolb a une approche similaire, en 4 étapes d'un cycle expérientiel : le recours à l'expérience concrète, le passage à l'observation réfléchie, savoir conceptualiser et s'initier à l'abstraction et enfin passer au stade de l'expérimentation active, normalement dans cet ordre en un tour complet. Il est à noter que dans son modèle, un cycle d'apprentissage quelconque ne commence ni se complète pas nécessairement au cours de l'étape de l'expérience concrète, mais en fonction du style d'apprentissage propre à chacun, que Kolb répartit en quatre groupes généraux de styles cognitifs: divergent, assimilateur, convergent, accommodateur.
Les pédagogies actives peuvent être mises en œuvre individuellement par interactions successives entre le maître et son élève à travers l'apport du maître qui renvoie à l'élève ses propres questions (maïeutique), l'aiguille sur des pistes de recherche sans préjuger d'une solution ou de solutions possibles, le met aussi en condition de trouver lui-même les clés aux problématiques étudiées et de s'auto-évaluer (techniques de résolution de problèmes, la non directivité).
Elles sont la plupart du temps utilisées en groupe pour que les participants puissent bénéficier au maximum de la richesse de leurs échanges, mettre en commun leurs acquis et en tirer des compétences supplémentaires. On dit parfois que 1 + 1 = 3, façon de signifier que dans un échange, une discussion guidée par un intervenant, chacun en retire son apport personnel, celui qu'il reçoit de l'autre (connaissance supplémentaire) et ce qu'il a appris ou retenu de leurs interactions. Dans ce cas, chacun améliore sa compétence (ou sa performance) à partir de trois sources différentes.

## Particularités de la pédagogie active
Sa mise en œuvre
- Elle doit être basée sur des situations pédagogiques proches de la réalité pour concrétiser les concepts abordés.
- Elle doit permettre une transposition facile à la réalité quotidienne envisagée (vie de l'entreprise par exemple).
- Les modules de formation doivent avoir du sens pour les participants pour qu'ils puissent s'approprier l'enseignement et mieux mémoriser son contenu.
- L'intérêt des scénarios retenus et la conception de bons supports de cours doivent mobiliser les personnes, susciter une attention constante qui leur permet de mesurer leur performance dès la mise en œuvre des actions de formation et conforter la mémorisation (mobilisation de la mémoire à court terme).
- La diversité des études de cas est garante de leur motivation, par le recours à des scénarios structurés où le formateur intervient peu et à des scénarios plus ouverts favorisant les interactions entre participants. La simulation d'un cas pédagogique doit mettre aussi l'accent sur les aspects ludiques de la situation étudiée, plus attrayante et en même temps moins impliquante qu'une situation réelle.

La simulation
Elle se fait par le recours à diverses formes de modalités pédagogiques, s'appuyant sur les connaissances existantes (les prérequis), mêlant exercices progressifs et discussions libres, le travail sur des contenus à une réflexion sur l'implication et la participation de chacun. Dans ce cadre, le formateur a un rôle essentiel à jouer, étant tour à tour formateur, facilitateur et animateur du groupe.
Elle est activée par une « pédagogie de la réussite » qui privilégie la recherche et la correction des erreurs par chaque participant lui-même. Ainsi qu'en groupe, de façon que l'intégration d'une capacité à réussir en groupe assure que chacun puisse s'approprier les valeurs sous-jacentes à la formation.

## Évolution du métier de pédagogue
L'évolution des méthodes d'enseignement vers la pédagogie active a naturellement entraîné une évolution du travail du pédagogue vers un rôle de guide et de conseiller plutôt que celui de « maître de contenu » comme dans son rôle classique. L'introduction des nouvelles technologies dans l'enseignement participe aussi à cette évolution, dans la mesure où une partie de l'enseignement du contenu étant prise en charge par les nouvelles technologies de l'information et de la communication (TIC et NTIC), l'enseignant pourra porter son effort sur le suivi des élèves. 
Son rôle va donc progressivement se déplacer du contenu de l'enseignement vers la personne, avec un suivi qui sera de plus en plus personnalisé et une participation accrue des apprenants (la tendance est d'utiliser ce terme, plutôt qu'élève). L'enseignant devient ainsi un « facilitateur », une personne ressource vers qui se tourner en cas de besoin et son rôle sera assez proche d'un tuteur, qu'il soit physiquement présent ou non dans le Tutorat à distance ou un coach dans ce qu'on appelle le Coaching pédagogique.
Le style de tutorat dépend de l'approche pédagogique retenue dans le dispositif de formation. Il peut être très directif dans les formations techniques incluant un examen ou très influencé par la non directivité dans les formations relationnelles, orientée alors vers l'aide à la personne (non jugement, écoute active et capacité d'empathie).
(Pour ce dernier point, voir aussi la fiche de Carl Rogers)
Tutorat et tutorat à distance :
Si le système de tutorat a été mis au point au début du XIXe siècle par le suisse Johann Heinrich Pestalozzi pour les enfants, il s'adresse maintenant à toutes les populations, surtout aux adultes en formation continue. Le rôle essentiel du tuteur n'est pas tant d'apporter des éléments de connaissances que de guider la ou les personne(s) en formation. Il n'est donc pas surprenant de constater que le tuteur (on parle parfois de moniteur pour certaines formations techniques) n'est pas forcément le professeur, que l'enseignant et le tuteur ne sont pas nécessairement la même personne. 

Il peut même y avoir relation triangulaire quand la théorie dépend d'un enseignant et que la mise en application se fait par l'intermédiaire d'un tuteur appelé fréquemment le « maître de stage». Cette situation se produit lors de stages en organismes (ou en entreprises) inclus dans un cursus de formation, lors de l'écriture d'un mémoire, d'un compte-rendu qui échappe à l'enseignant et fait souvent l'objet d'une présentation, soit devant des collègues, soit devant un jury quand le document participe à l'évaluation de la formation. 
La difficulté réside dans les liaisons à établir entre l'enseignant qui se charge de la partie théorique et le tuteur qui s'occupe de la partie pratique. L'harmonisation nécessite toujours des réunions de concertation, de coordination qui, pour des raisons pratiques, peuvent se faire à distance, pour des questions de disponibilités de chacun ou de distances entre eux : on parle alors de tutorat à distance.
Il existe deux grandes formules de tutorat à distance, soit en autonomie dans l'entreprise qui dirige la personne en formation, soit incluse dans ce qu'on nomme un projet FOAD (Formation ouverte à distance). Celui-ci propose une solution globale incluant les outils informatiques qui vont faciliter la vie de chacun : téléphonie collective, visioconférence, système de messagerie ou de courrier électronique, les chats, les forums de discussion, via Internet, les réseaux intranet, qu'ils soient ouverts ou propriétaires ou des réseaux extranet.
Le coaching pédagogique
C'est un processus d'accompagnement fondé sur les besoins personnels d’une personne en formation qui a pour but de prendre en charge le développement de son potentiel et de ses savoir-faire. Le coaching en entreprise met l'accès sur les potentialités de la personne (mise en lumière des a priori) et vise à faire progresser en libérant d'abord les contraintes psychologiques. 
Cette progression vers une amélioration de la performance est d'autant plus forte qu'elle s'accompagne d'un « mieux-être avec une dépense d'énergie moins forte, moins de stress, moins de souffrance, plus de relations et plus de plaisir. » (Gautier B. et Vervisch M.O.)

## Pédagogie et transdisciplinarité
L'action conjuguée des progrès technologiques et des évolutions pédagogiques tendent à changer la nature même de l'enseignement. Apprendre se fait désormais sur toute une vie (formation permanente) et demande un engagement, un investissement personnel de plus en plus important, à la hauteur des enjeux (auto-formation).
- L'auto-formation

Elle s'inscrit dans un plan de gestion de carrière développant les savoir-faire à partir des savoirs acquis. L'Éducation Nationale n'y prépare pas vraiment, contestée par des pédagogues eux-mêmes contestés ou qui suscitent des polémiques. Mais elle s'oriente néanmoins vers un travail personnel plus important, première étape d'une gestion de carrière, « de l'école au bureau », qui passe par des stages, des périodes de formation et la pratique de l'auto-formation de plus en plus assistée par ordinateur. 
- La formation permanente

L'approche classique de l'acquisition de connaissances permettant d'exercer le même métier toute sa vie, ne suffit plus pour maîtriser tel domaine ou telle discipline. Les domaines sont de plus en plus inter disciplinaires, et les connaissances deviennent assez vite obsolètes ou en tout cas évolutives. Le savoir repose ainsi de plus en plus sur des données évolutives qui demandent un gros effort de mise à jour. L'accès à ce savoir ne passe plus seulement par l'acquisition de connaissances mais la capacité à les trouver quand on en a besoin ; autrement dit, il faut se donner les moyens d'acquérir les savoir-faire techniques nécessaires, les procédures à assimiler pour accéder à une information fiable et pointue. La pédagogie devient ainsi affaire d'interactivité à travers des réseaux et des bases de connaissances dont Internet n'est que la version grand public.

## Perception biaisée de la pédagogie active
Deslauriers et al. (2019) ont repéré que les étudiants qui suivent un apprentissage actif pensent qu'ils apprennent moins bien qu'avec un apprentissage magistral. Ce biais de perception peut être expliqué par le fait que les étudiants n'aiment pas réaliser qu'ils ne savent pas. Un corollaire est qu'il est important pour l'instructeur de rappeler que l'apprentissage suivi est pertinent sous cette forme.